# Casa de Israel B. Mason
La Casa de Israel B. Mason es una casa histórica en 571 Broad Street en la ciudad de Providence, la capital del estado de Rhode Island (Estados Unidos). 

## Descripción
Es una estructura de madera de dos pisos y medio, construida en 1888 para Israel Bowen Mason, un rico comerciante. Es una de las residencias estilo Reina Ana más refinadas de la ciudad, con una variedad visualmente compleja de miradores, terrazas, torreones y gabletes salientes. Destacan su pórtico oriental y su torre octogonal de tres plantas. La casa fue diseñada por Stone, Carpenter & Willson, un estudio de arquitectura local, para Mason, un exitoso mayorista de comestibles y productos cárnicos. La casa ahora alberga una funeraria.
La casa fue incluida en el Registro Nacional de Lugares Históricos en 1977.